# Bit-Burutash
Bit Burutash o Bit Purutash va ser un territori d'Anatòlia, probablement a la regió de Kayseri, que existia al segle viii aC. El seu centre era l'antiga Kanish, anomenada aleshores Kululu i a les inscripcions figura com a Bit Burutash o Purutash (en una Bit Barutish), i estava situada a la proximitat de la moderna Kültepe, a Turquia.
Sargon II esmenta en diverses inscripcions la seva conquesta del país de Bit Purutasli o Puritish entre el país dels muskhis a un costat i Tabal i Cilícia a l'altra. Cap a l'any 717 aC el va cedir junt amb Khilikku a Ambaridi (Ambaris, Amris), fill de Khulli o Khulle, rei de Tabal, casat amb la filla del rei. Però el príncep aviat es va entendre amb el rei d'Urartu i amb els muskhis, i Sargon II se'n va assabentar i va envair Tabal i Bit Puritish, va capturar al seu gendre rebel i va declarar el territori província assíria (no és clar com va ser això, ja que apareix algun rei de Tabal posterior que haurien conservat Khilikku). Les inscripcions que hi fan referència diuen: «Li vaig donar i el vaig casar amb la meva filla i vaig engrandir les seves possessions afegint-hi Khilikku; però ell, home pervers i perjur, va fer contacte amb Ursa (Rusa I), rei d'Urartu, i Mita (Mides III) rei dels muskhis... del Tabal que s'havien apoderat de ciutats frontereres sota el meu domini. Vaig reunir l'exèrcit d'Assur i vaig assolar el país de Tabal com els mashetis, Ambaris, rei de Bit-Puritish amb els descendents de la casa del seu pare i els caps del seu país van ser enviats presoners a Assíria, així com cent dels seus carros. El país de Bit-Puritash i de Khilikku com "apurru" els vaig ..... vaig fer-los poblar per homes devots d'Asshur, el meu déu i senyor, i vaig posar prefectes i governadors i els vaig imposar els treballs molestos a Assíria». Una inscripció més resumida diu: «He destruït Bit-Purutash, on el rei Ambarissi havia oblidat les bondats de Sargon, i recolzant-se en l'Urartu i els muskhis, havia trencat a seva aliança amb mi».